# Chaohu
Chaohu (巢湖 ; pinyin : Cháohú) est une ville du centre de la province de l'Anhui en Chine.

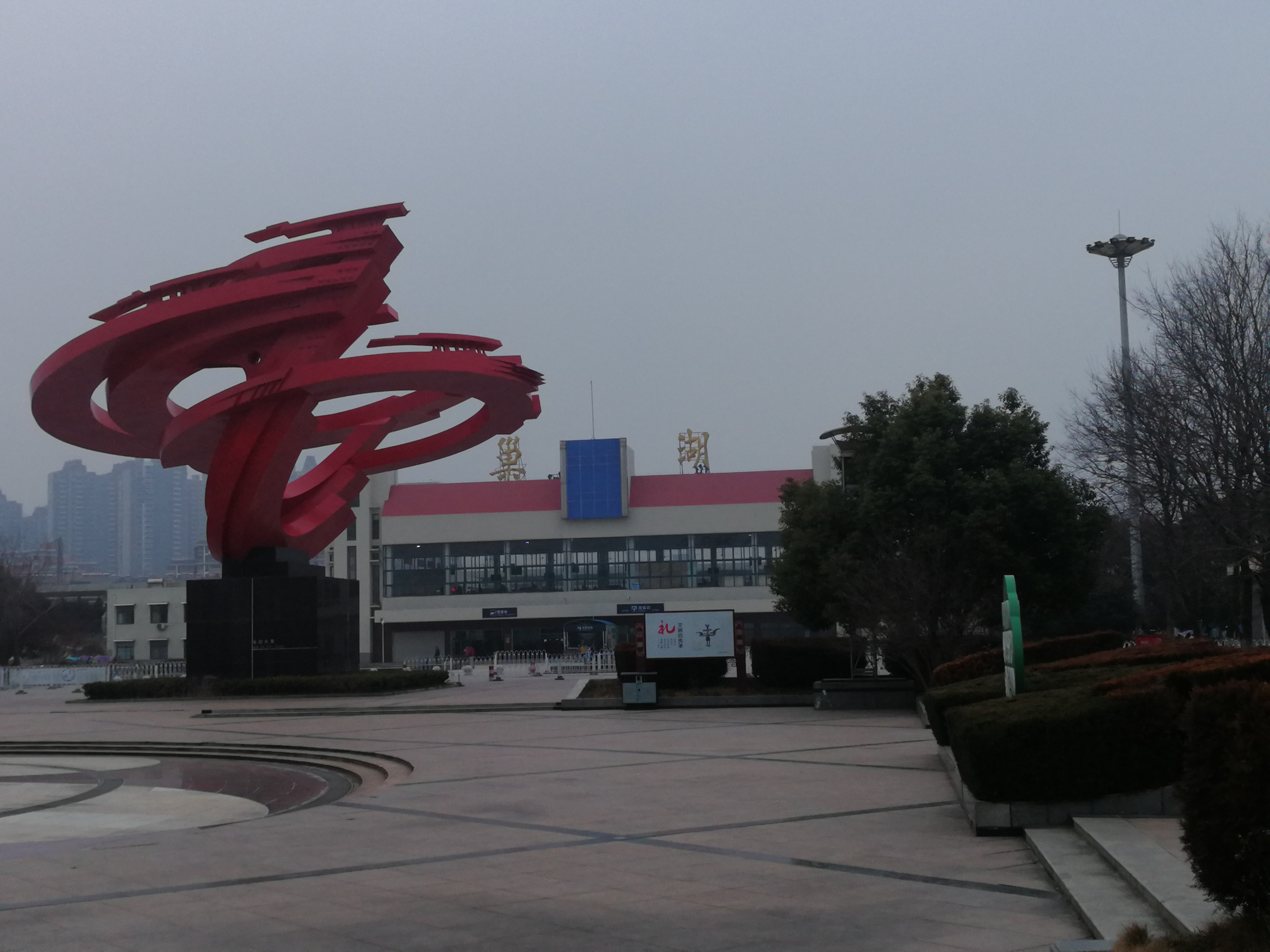
Gare de Chaohu

La ville-district de Chaohu était jusqu'en 2011 une ville-préfecture. Elle est depuis placée sous la juridiction de la ville-préfecture de Hefei.